# Spojivka

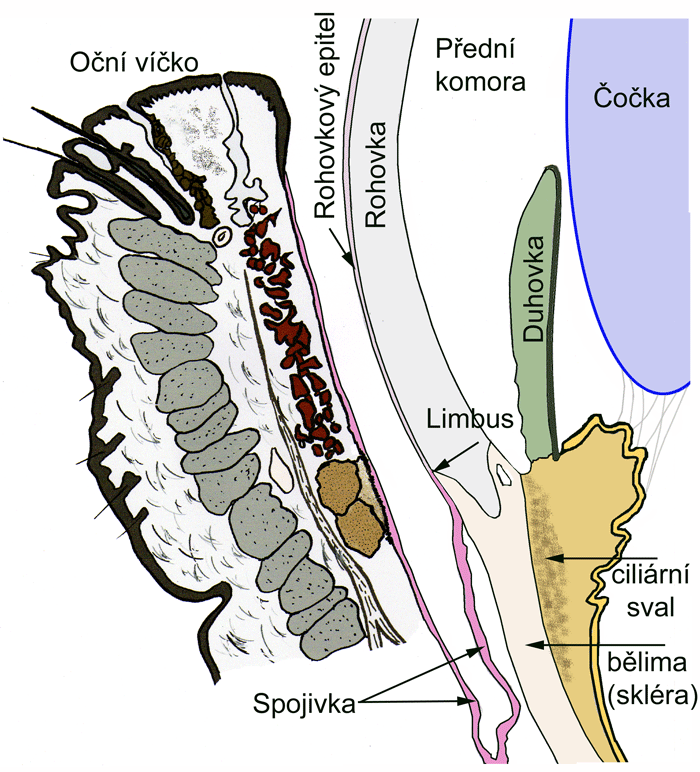
Schematický řez okem

Spojivka (lat.: tunica conjunctiva) je tenká, vlhká, dobře prokrvená sliznice, pokrývající povrch oka a vnitřní stranu víček. Začíná na vnějším okraji rohovky, pokrývá viditelnou část vnější bělimy a vystýlá vnitřní povrch víčka až k jeho okraji. Prostor mezi okem a víčkem, který je krytý spojivkou, nazýváme spojivkový vak.

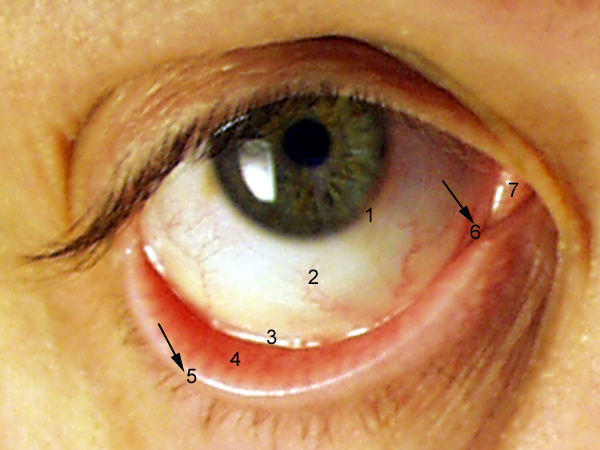
Popis oční spojivky
1 – okraj rohovky (lat.:limbus corneae)
2 – spojivka viditelné části oční bělimy
3 – přechodní řasa
4 – tarzální část spojivky
5 – okrajová zóna
6 – semilunární řasa
7 – karunkula

## Popis
Spojivka je souvislým pokračováním epitelu rohovky. Nazývá se tak proto, že spojuje oční bulvu s očním víčkem. Je vyživována velmi tenkými cévami, které jsou prostým okem takřka neviditelné. Ve velkých cévách před bílou sklérou můžeme přes průhledné cévy vidět krev.
Dělí se na části pojmenované podle anatomických rozdílností.
| Část                                        | Poloha |
| ------------------------------------------- | --- |
| Bulbární spojivka (lat.:conjunctiva bulbi)  | pokrývá oční bulvu přes bělimu. Průběžně navazuje na epitel rohovky v místě nazvaném (lat.:limbus corneae)(1) a dále pokračuje přes viditelnou část bělimy (2) do fornixu, klembového prostoru mezi okem a víčkem. |
| Přechodní řasa (lat.:fornix)                | Přechodní řasou se nazývá spojivka tam, kde přechází z oční bulvy na vnitřní stranu víčka. Rozlišujeme horní přechodní řasu (lat.:fornix superior), která je umístěna mezi spojivkou horního víčka a horní polovinou bulbární spojivky. A dolní přechodní řasu (lat.:fornix inferior), která má pod epitelem řídké vazivo umožňující lehkou pohyblivost dolního víčka. Vnitřní část přechodní řasy končí karunkulou (7) a semilunární řasou (6) ve vnitřním koutku. |
| Víčková spojivka(lat.:palpebral conjuctiva) | pokrývá vnitřek víčka -okrajová zóna je ta kde epitel spojivky začíná být keratinizován (5) -tarzální část je hladká, rovná část spojivky pokrývající tarsus (4) -očnicová zóna má bezpočet pohárkových buněk (3) |

## Funkce spojivky
Spojivka má význam z hlediska své elasticity, která umožňuje hladké pohyby bulbu. Má také funkci ochrannou, jak mechanickou, tak i jako sídlo buněk imunity a lokálního lymfatického systému. Současně má spojivka funkci sekreční. V epitelu spojivky jsou tři různé typy buněk, které produkují hlen, důležitou součást slzného filmu. V epitelu tarzální spojivky tvoří pohárkové buňky seskupení, tzv. Henleovy krypty. V horním i dolním fornixu jsou ve spojivce přídatné Krauseovy a Wolfringovy žlázy.
Spojivka je citlivá na různé druhy podráždění. Ve spojivce jsou četné cévy, které se při podráždění spojivky rychle rozšíří a překrvené spojivky zrudnou. Je také velice citlivá, protože je bohatě senzitivně inervována. Je-li podrážděna zánětem, mechanicky nebo například nějakou chemickou látkou, vyvolává bolestivé pocity zahrnující pocit řezání, pálení, slzení apod.
Pod spojivkovým epitelem leží spojivková tkáň, která má rozličnou stavbu závisející na umístění. Jsou v ní umístěny mukózní pohárkové buňky, které se nacházejí zejména u víčkového okraje a u limbu. Tyto buňky během svého stěhování na povrch spojivky zvětšují svůj objem a pukají. Produkují mucin, který se vyprazdňuje na povrch spojivky. Dojde-li k poruše jejich činnosti, dochází k osychání spojivky a předních partií oka i přesto, že je činnost slzných žláz neporušena.

## Spojivkový vak
Spojivka je pevně spojena jen s tarzálními ploténkami, zbývající část je spojena s podkladovou vrstvou řídkého vaziva volně. Mezi oběma oddíly spojivky (očnicovou a víčkovou spojivkou) je vytvořen úzký štěrbinový spojivkový vak (lat.:saccus conjunctivae), který obsahuje slzy. Do spojivkového vaku vyúsťují vývody slzné žlázy (lat.:ductuli excretorii glandulae lacrimalis), jimiž sem přitékají slzy. V oblasti vnitřního koutku je vak poněkud rozšířen a tvoří slzné jezírko (lat.:lacus lacrimalis).